# Mercuria maceana
Mercuria maceana is een slakkensoort uit de familie van de Hydrobiidae. De wetenschappelijke naam van de soort is voor het eerst geldig gepubliceerd in 1869 door Paladilhe.